# ハーレイ・ジェーン・コザック
ハーレイ・ジェーン・コザック（Harley Jane Kozak, 本名：Susan Jane Kozak、1957年1月28日 - ）は、アメリカ合衆国の女優、作家。

## 来歴
ペンシルベニア州ウィルクスバリに生まれ、ネブラスカ州リンカーンで育つ。高校卒業後、ニューヨークに出てウェイトレスとして働く一方、ニューヨーク大学傘下のティッシュ・スクール・オブ・ジ・アーツ（Tisch School of the Arts）で演劇を学ぶ。1981年にデビュー。テレビドラマ『サンタバーバラ』で注目を集め、1986年にSoap Opera Digest Awardsの助演女優賞を受賞した。
2004年、ミステリー作家デビューし、デビュー作「誘惑は殺意の香り」（Dating Dead Men）でアガサ賞最優秀処女長篇賞、アンソニー賞新人賞、マカヴィティ賞新人賞の各賞を受賞した。

## 主な出演作品

### 映画
- スプラッター・ナイト/血塗られた女子寮 The House on Sorority Row (1983)
- 偽りのヘブン Clean and Sober (1988)
- 恋人たちの予感 When Harry Met Sally... (1989)
- バックマン家の人々 Parenthood (1989)
- ヘイル・アメリカ So Proudly We Hail (1990) テレビ映画
- ビーチバレーに賭けた夏 Side Out (1990)
- アラクノフォビア Arachnophobia (1990)
- スーパー・タッチダウン Necessary Roughness (1991)
- ビバリーヒルズを乗っ取れ! The Taking of Beverly Hills (1991)
- クリスマスに万歳! All I Want for Christmas (1991)
- プワゾンの香り The Amy Fisher Story (1993) テレビ映画
- ブラッド・ピットのヒミツのお願い The Favor (1994)
- アンドロイドよ静かに眠れ! The Android Affair (1995) テレビ映画
- マジック・ダイナソー Magic in the Water (1995)
- 背徳の涯て/女教師の罪と代償 A Friend's Betrayal (1996) テレビ映画
- ブラックホール Dark Planet (1997)
- アイ・スピット・オン・ユア・グレイヴ3 I Spit on Your Grave III: Vengeance Is Mine (2015)

### テレビドラマ
- Texas (1981 - 1982)
- ガイディング・ライト The Guiding Light (1983 - 1984)
- サンタバーバラ Santa Barbara (1985 - 1989)
- ナイトウォッチ Knightwatch (1988 - 1989)
- L.A.ロー 七人の弁護士 L.A. Law (1991)
- Harts of the West (1993 - 1994)
- Bringing Up Jack (1995)
- Charlie Grace (1995 - 1996)
- ザ・タイタニック Titanic (1996) ミニシリーズ
- You Wish (1997 - 1998)
- シカゴ・ホープ Chicago Hope (1998)

## 著作
- 「誘惑は殺意の香り」 Dating Dead Men (2004)
- Dating Is Murder: A Novel (2005)
- Dead Ex (2007)
- A Date You Can't Refuse (2009)
- Keeper of the Moon (2013)